# Cassandra St Knight
Cassandra St. Knight est un personnage secondaire de la revue Vampirella apparue au #93 (janvier 1981) sur un scénario de Rich Margopoulos (1949) et des dessins de Rudy Nebres. A l’exception de ce premier épisode, tous les autres seront dessinés par Rafael Auraleon tandis que Rich Margopoulos restera toujours aux commandes du texte.

## L’histoire
Cassandra St. Knight est dotée de pouvoirs paranormaux comme le voyage astral. C’est d’ailleurs au cours de l’un de ses voyages, en voulant sauver sa disciple Tarot, qu’elle ramène involontairement une entité ectoplasmique sur Terre. Le combat qui suit convainc Benjamin Dark, de la C.I.A. de proposer à Cassandra de rentrer dans un programme ultra-secret. Après avoir brillamment passé les tests du Dr Higgins, la voilà faisant partie intégrante du projet Dante. Bien évidemment le KGB ne saurait laisser faire et se lance dans bataille avec des forces également paranormales.

## Les personnages
- Cassandra St. Knight : la jeune héroïne. Veuve, elle habite désormais New York et gagne en partie sa vie en apparaissant dans des shows à la télévision. Rafael Auraleon va lui donner le visage de l’actrice Susan George.
- Benjamin Dark : Agent de la C.I.A.
- Harry Pitman : le manager de Cassandra. La justification de sa fonction n’est pas vraiment établie durant le cours de l’histoire.
- Tarot : l’amie et disciple de Cassandra. Elle ne reste pas complètement insensible au charme de Harry.
- Nadir : le serviteur noir et muet de Cassandra. Une sorte de Lothar sans le fez
- Guruji : Le mentor de Cassandra. Il apparait le plus souvent sous forme de projections astrales. Malgré un nom à consonances indiennes, il semble être plutôt chinois.

## Publications
Toutes ses aventures sont parues dans la revue Vampirella.
- #93 The Psychic Assault -8 planches
- #94 Assault -8 planches (Rafael Auraleon)
- #95 Initiation -16 planches (Rafael Auraleon)
- #96 A matter of Karma -13 planches (Rafael Auraleon)
- #97 Many Faces of God -10 planches (Rafael Auraleon)
- #98 Mindwars -12 planches (Rafael Auraleon)
- #101 Hell on Earth -14 planches (Rafael Auraleon)
- #102 Kill Quake -10 planches (Rafael Auraleon)
- #103 The Mephisto List -8 planches (Rafael Auraleon)

## Intérêt de la série
Sur le plan artistique l’intérêt de la série est singulièrement limité. Si les dessins en noir et blanc sont très réussis, les différents scénarios partent réellement dans tous les sens et bien qu’imaginés par un seul scénariste, Cassandra St. Knight manque assurément d’unité de ton; mais l’intérêt réside ailleurs.
La série est un condensé patchwork des concepts hippies et New Age. Outre des séances transcendantales qui amèneront d’ailleurs les personnages dans la dernière histoire au Tibet, on évoque les effets de champignons hallucinogènes, on est confronté aux mânes de Satan. Bref, tout un tas de concepts assez folkloriques qui étaient plus ou moins dans l’air du temps, en particulier sur la côte ouest des États-Unis, entre la fin des années 1960 et celle des années 1970.
Intéressante aussi est l’idée de faire de l’URSS un rival dans la guerre du paranormal. Ainsi alors que l’idée du « grand ennemi communiste » s’était estompée dans la bande dessinée des années 1970, elle commence à réapparaitre au cours des années 1980 (l’exemple le plus significatif étant celui de Team Yankee chez Eclipse dont les encrages furent réalisés par … Gérald Forton), sans toutefois la virulence constatée lors de la guerre de Corée et dans une moindre mesure celle du Vietnam. Certes, l’invasion de l’Afghanistan (décembre 1979) par les forces soviétiques y est pour beaucoup. Mais avec un regard contemporain tout ceci semble très daté et constitue donc un témoignage bien intéressant.

### Revues et personnages de Warren Publishing
- James Warren
- Creepy
- Eerie
- Famous Monsters of Filmland
- Le Spirit
- The Fox
- Vampirella
- Pantha